# Ahmed (voornaam)
Ahmed (Arabisch: أحمد; getranslitereerd als ʾAḥmad), ook gespeld als Ahmad of Ahmet, is een Arabische naam die gebruikt wordt voor jongens. Het is een veelvoorkomende naam in de islamitische wereld.
De naam laat zich vertalen als 'prijzenswaardig'. Het komt van de stam ح م د en zowel van het werkwoord حَمِدَ (chamieda; 'prijzen' en 'bedanken') als het niet-voltooid deelwoord يَحْمَدُ (joechmidoe; 'zichzelf prijzenswaardig tonen', 'prijzenswaardig vinden' en 'tevreden zijn met').
Ahmed komt ook voor als Arabische achternaam.
De vrouwelijke variant van Ahmed is Hamda (حمداء), waar de jongens- en achternaam Hamdan (حمدان) weer mee samenhangt.

## Bekende naamdragers (een kleine selectie)
- Ahmed Gadzhiev (1917-2002), Azerbeidzjaans componist, muziekpedagoog en violist
- Ahmet Ertegün (1923-2006), Turks-Amerikaans zakenman en mede-oprichter van Atlantic Records
- Ahmed al-Senussi (1934), Libisch voormalig legerleider, politiek gevangene en politicus
- Ahmed Qurei (1937), voormalig Palestijns premier van de Palestijnse Autoriteit
- Ahmed Zewail (1946-2016), Egyptisch-Amerikaans scheikundige en Nobelprijswinnaar
- Achmat Kadyrov (1951-2004), voormalig president van Tsjetsjenië
- Ahmet Davutoğlu (1959), Turks politicoloog en diplomaat
- Ahmed Aboutaleb (1961), Marokkaans-Nederlands politicus en burgemeester van Rotterdam
- Ahmed Laaouej (1969), Marokkaans-Belgisch politicus
- Ahmed Marcouch (1969), Marokkaans-Nederlands politicus en burgemeester van Arnhem
- Ahmed Hassan (1975), Egyptisch voetbaltrainer en voormalig profvoetballer
- Ahmet Polat (1978), Turks-Nederlands fotograaf en filmmaker
- Achmed Akkabi (1983), Marokkaans-Nederlands acteur
- Ahmed Hossam (1983), Egyptisch voetballer
- Ahmed Elmohamady (1987), Egyptisch voetballer
- Ahmed El Messaoudi (1995), Marokkaans-Belgisch voetballer